# MAPATS

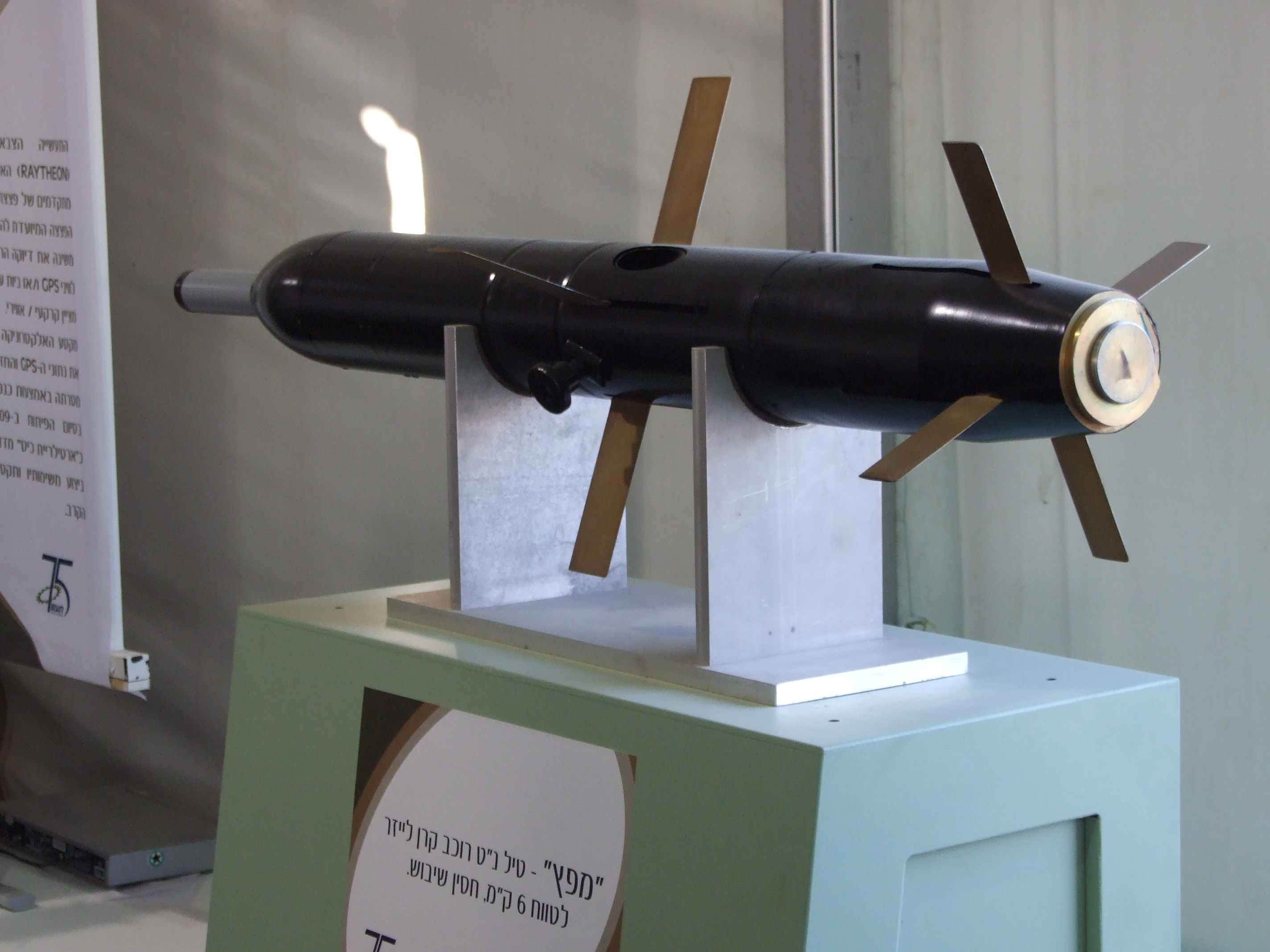
Ракета MAPATS

MAPATS (аббр. от англ. Man Portable Anti-Tank System; экспортное название «Тогер», иногда ивр. חוטרא‎ — «Хутра») — израильская противотанковая управляемая ракета, оснащённая лазерной системой наведения по лучу — IR-laser-beam riding. Была разработана подразделением фирмы «Israel Military Industries». Позиционируется производителем как система, предназначенная для поражения различных типов целей (бронетехника, инженерные и фортификационные сооружения).
Впервые была показана в 1984 году. Принята на вооружение в Израиле, экспортировалась в ряд стран. Через 10 лет была создана модернизированная версия.

## Тактико-технические характеристики
- Эффективная дальность стрельбы: 300 — 6000 метров
- Длина: 148 см
- Диаметр: 156 мм
- Система наведения ракеты — полуавтоматическая, по лучу лазера
  - Вес ракеты в ТПК — 29 кг
  - Стартовый вес ракеты — 18.5 кг
  - Вес БЧ — 3.6 кг
  - Вес ПУ — 66 кг
- Максимальная скорость полёта ракеты — 315 м/с
- Силовая установка: твердотопливный ракетный двигатель
- Проникновение: 1200 мм
- Боевая часть: кумулятивная, тандемная

## На вооружении
- Израиль[2]
- Венесуэла[3]
- Эстония — не менее 10 шт.[4][5]